# علی هروی
علی بن ابوبکر بن علی هروی جهان گرد و صوفی ایرانی مسلمانی بود که در موصل زاده شد، اما خاندانش از هرات برخاسته بودند.
او در ۱۱۷۳–۱۱۷۴ میلادی، به بیت‌المقدس مسافرت نمود، این شهر در آن زمان در در دست مسیحیان بود. در مسافرتی دیگر شاهد یکی از فوران‌های کوه اتنا در ایتالیای امروز بود، در قسطنطنیه مانوئل اول کومننی (امپراتور از ۱۱۴۳ تا ۱۱۸۰ میلادی) را ملاقات کرد. در ۱۱۹۷ میلادی، در دریا گرفتار ناوگانی شد که ریچارد شیردل را به محاصرهٴ عکا می‌برد، و در ضمن آن بخشی از یادداشت‌هایش را گم کرد.
وی کتابی برای راهنمایی حجاج نوشت به نام کتاب الإشارة فی معرفة الزیارة، که به‌ترتیب از شام، فلسطین، مصر، امپراتوری بیزانس، بین‌النهرین، هند، عربستان، مغرب و حبشه گفتگو می‌کند، و دربارهٴ همهٴ این کشورها، غیر از دوتای آخری، اطلاعاتی مختصر ولی دست اول می‌دهد. وی تألیف دیگری نیز به نام کتاب العجائب دارد.
او در ۱۲۱۴–۱۲۱۵ میلادی، در حلب، درگذشت.